# Gare de Banyuls-dels-Aspres
Ne doit pas être confondu avec Gare de Banyuls-sur-Mer.
La gare de Banyuls-dels-Aspres est une gare ferroviaire française, fermée, de la ligne d'Elne à Arles-sur-Tech, située sur le territoire de la commune de Banyuls-dels-Aspres, dans le département des Pyrénées-Orientales, en région administrative Occitanie.
Elle est mise en service en 1889 par la Compagnie des chemins de fer du Midi et du Canal latéral à la Garonne (Midi) et fermée au service des voyageurs en 1940 par la Société nationale des chemins de fer français (SNCF). Elle est ouverte au service des marchandises.

## Situation ferroviaire
Établie à 72 mètres d'altitude, la gare de Banyuls-dels-Aspres est située au point kilométrique (PK) 491,054 de la ligne d'Elne à Arles-sur-Tech, entre les gares de Brouilla et du Boulou - Perthus.

## Histoire
La gare de Banyuls-dels-Aspres est mise en service le 18 août 1889 par la Compagnie des chemins de fer du Midi et du Canal latéral à la Garonne (Midi), lorsqu'elle ouvre à l'exploitation les 24 km de la section d'Elne à Céret de sa ligne d'Elne à Arles-sur-Tech.

## Patrimoine ferroviaire
Le bâtiment voyageurs et sa halle à marchandises, construits par la Compagnie du Midi en 1889, sont toujours présents mais fermés et désaffectés du service ferroviaire. L'ensemble est réaffecté en habitation.